# Home for Christmas (album av Anne Sofie von Otter)
Home for Christmas är en julskiva från 1999, utgiven av Deutsche Grammophon. Sångsolist är Anne Sofie von Otter. Skivan har fått lysande recensioner och är en storsäljare över hela världen.

## Låtlista
1. Koppången [engelskspråkig version] (Per-Erik Moraeus/Py Bäckman) – 4:29
2. The Christmas Song (Mel Tormé/Robert Wells) – 3:27
3. Tomorrow Shall Be My Dancing Day (trad) – 1:49
4. Stille Nacht (Franz Gruber/Josef Mohr) – 3:38
5. O Jesulein süß! (trad) – 4:07
6. Il est né, le divin enfant (trad) – 1:25
7. Noël (Gabriel Fauré/Victor Wilder) – 2:35
8. Sankta Lucia (trad) – 3:42
9. Staffansvisa & För redeliga män (trad) – 3:36
10. Bred dina vida vingar (trad/Lina Sandell) – 2:51
11. Have Yourself a Merry Little Christmas (Hugh Martin/Ralph Blane) – 3:14
12. I Wonder as I Wander (John Jacob Niles) – 3:06
13. Cantique de Noël (Adolphe Adam/Placide Cappeau) – 6:09
14. White Christmas (Irving Berlin) – 2:12
15. Deck the Halls / Utterns polska (trad/Bengan Janson/Kalle Moraeus) – 2:58
16. O Come, All Ye Faithful (John Francis Wade/John Reading) – 2:52
17. Mariä Wiegenlied (Max Reger/Martin Boelitz) – 2:05
18. Bethlehems stjärna (Alice Tegnér/Viktor Rydberg) – 3:15
19. Corpus Christi Carol (Benjamin Britten) – 2:59
20. Sweet Was the Song (Benjamin Britten/trad) – 2:24
21. Koppången [svenskspråkig version] (Per-Erik Moraeus/Py Bäckman) – 4:28

## Medverkande
- Anne Sofie von Otter – mezzosopran (spår 1–21)
- Bengan Janson – dragspel (spår 1, 2, 7, 9, 10, 15, 21), orgel (spår 1, 10, 21)
- Kalle Moraeus – fiol (spår 1, 15, 21), gitarr (spår 1, 2, 10, 21), mandolin (spår 1, 21), bouzouki (spår 9), orgel (spår 9), tamburin (spår 9), cymbal (spår 10)
- Svante Henryson – cello (spår 1, 12, 13, 19, 21), kontrabas (spår 1, 4, 7, 13, 14, 16, 19, 21), synthesizer (spår 4, 13), celtar (spår 8)
- Markus Leoson – slagverk (spår 3, 4, 7, 8, 12, 16), marimba (spår 6), vibrafon (spår 11, 19)
- Jan Bengtson – flöjt (spår 4)
- Ulf Forsberg – violin (spår 4–6, 14, 19)
- Ulrika Jansson – violin (spår 4, 5, 14, 19)
- Torbjörn Helander – viola (spår 4, 5, 14, 17, 19)
- Mats Rondin – cello (spår 4, 14, 19)
- Ole Karlsson – cello (spår 5)
- Gösta Danielsson – viola da gamba (spår 11, 16)
- Mogens Rasmussen – gamba (spår 11, 16)
- Leif Henrickson – gamba (spår 16)
- Knut Sönstevold – fagott (spår 17)
- Bengt Forsberg – orgel (spår 18)
- Jacob Lindberg – teorb (spår 20)
- Stockholm Chamber Brass (spår 3)

## Listplaceringar
| Lista (1999–2000) | Topplacering |
| ----------------- | ------------ |
| Sverige           | 16           |
| Nederländerna     | 72           |